# 張振朗
張振朗（英語：Owen Cheung Chun Long，1987年7月20日—），香港男演員、歌手，現為無綫電視經理人合約藝人，於《萬千星輝頒獎典禮2019》中獲得「飛躍進步男藝員」，於《萬千星輝頒獎典禮2020》憑《反黑路人甲》「高彬」一角獲得「最受歡迎電視男角色」，於《萬千星輝頒獎典禮2024》憑《反黑英雄》獲得「最佳男主角」和「馬來西亞最喜愛TVB男主角」成为双料视帝。

## 簡介

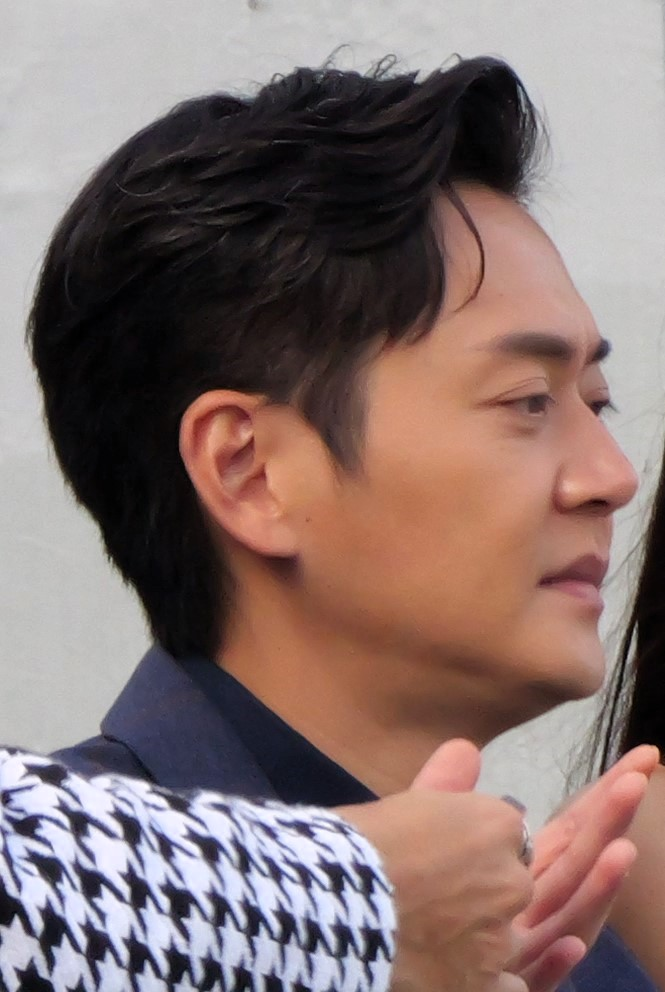
2024年2月18日，張振朗於沙田馬場出席「TVB賽馬日」活動

張振朗畢業於路德會呂祥光小學和可藝中學（嗇色園主辦），與曹星如為中學同級同學，其後畢業於香港知專設計學院。因其貌似張智霖，故有「翻版張智霖」之稱。
2006年，張振朗曾連同洪卓立及沈震軒參加《英皇新秀歌唱大賽》，但八強止步。2011年，他從第25期無綫電視藝員訓練班畢業後一年，與TVB簽訂經理人合約；2012年參與林欣彤MV《樹藤》演出。其後，他參演劇集《法網狙擊》及《心路GPS》，而《法網狙擊》是其首個正式加入劇組的劇集。
2013年7月，張振朗參加無綫電視藝員歌唱選秀節目《星夢傳奇》第3及4集，於第4集為得最低分的兩位參賽者之一，被淘汰出局。同年8月，他在劇集《師父·明白了》飾演書生「白鶴懿」。翌年7月，他在綜藝模仿節目《Sunday扮嘢王》因扮演張智霖演唱其版本的《歲月如歌》再度人氣急升，因酷似張智霖於劇集《衝上雲霄II》飾演之角色「Cool魔」而有「翻版Cool魔」之外號而為人熟知。
2015年5月，張振朗獲TVB高層曾勵珍讚賞後，在第二輯《愛·回家2》中擔任第二男主角，但因為第一男主角張繼聰透露只是「客串」兩個月，因此實際上為該劇的第一男主角。同年9月，他在劇集《陪着你走》飾演明星「金秀玄」，角色設定影射古巨基及鄭俊弘。同年10月，他憑劇集《醋娘子》、《水髮胭脂》、《陪着你走》及《愛·回家2》首度獲提名《TVB 馬來西亞星光薈萃頒獎典禮2015》「最喜愛TVB飛躍進步男藝員」，並入圍最後三強。同年11月，他再憑《愛·回家2》首度獲提名《萬千星輝頒獎典禮2015》「最佳男配角」。
2017年4月，張振朗在劇集《全職沒女》中與張兆輝飾演父子。同年6月至9月，他在時裝法律劇《踩過界》飾演偵探「谷一夏」（Gogo），並憑此劇獲得《星和無綫電視大獎2017》「我最喜愛男配角」獎。
張振朗於《堅離地愛堅離地》、《機場特警》兩套劇集均擔任第一男主角，並於《包青天再起風雲》及《反黑路人甲》中擔任第二男主角。然而以上五套劇集均因各種因素而延播，其中《包青天再起風雲》因黃子恆與裕美出軌事件而被抽起，《堅離地愛堅離地》以及《牛下女高音》因安心偷食事件而被抽起，《機場特警》及《反黑路人甲》亦被抽起。張振朗亦因此被網民封為「地獄黑仔王」。數個月後，《包青天再起風雲》及《牛下女高音》獲安排播出，張振朗於《萬千星輝頒獎典禮2019》中獲得「飛躍進步男藝員」獎。
2020年，張振朗有五部劇集播出，分別是《機場特警》、《反黑路人甲》、《使徒行者3》、《踩過界II》及《堅離地愛堅離地》，當中他在《反黑路人甲》與賴慰玲飾演的「蔣千霞（大小姐）」合演情侶而備受網民關注及好評。他於《萬千星輝頒獎典禮2020》憑《反黑路人甲》「高彬」一角獲得「最受歡迎電視男角色」獎，同時入圍「馬來西亞最喜愛TVB男主角」最後五強。
2021年，張振朗憑無綫電視台慶劇《拳王》「海正藍」一角在《萬千星輝頒獎典禮2021》「最佳男主角」及「馬來西亞最喜愛TVB男主角」均入圍最後五強。
2023年，張振朗於無綫電視劇集《靈戲逼人》中一人分飾兩角，飾演「曲行雲」，演技獲網民讚賞，憑此劇入圍《萬千星輝頒獎典禮2023》「大灣區最喜愛TVB男主角」最後五強及「最佳男主角」最後十強，並憑與潘靜文合唱的劇集插曲《似夢迷離》入圍「最佳電視歌曲」最後五強。
2024年，張振朗於無綫電視劇集《反黑英雄》中飾演「徐國賢」一角，深情演出獲網民好評，最終憑此劇於《萬千星輝頒獎典禮2024》獲得「最佳男主角」及「馬來西亞最喜愛TVB男主角」，成為雙料視帝。
另外，張振朗近年為無綫電視監製陳耀全及林志華的常用演員。

## 軼事
早於2017年12月25日，張振朗和圈內好友謝東閔逛街時已不幸被商場飛下來的帳篷擊中腰部受傷送院。其後張振朗開玩笑表示:「雖然我一直把謝東閔當作女朋友，但以後聖誕節都不敢再約他，怕他剋住我。」。於2019年11月，張振朗於綵排台慶期間被錄影機撞到膊頭再度受傷，需要送院檢查傷勢，繼續被部分媒體稱為地獄黑仔王。另外，張振朗被網民稱為地獄黑仔王的原因為其參加遊戲節目經常只奪得微薄的獎金。如參與《Do姐有問題》第三輯，張振朗雖然與搭檔奪得2200分，但在匯率遊戲中選了低匯率的國家而只奪得1.74港元，成為該輯節目奪得最低獎金的嘉賓。

## 感情生活
張振朗曾與前TVB藝人陳芷尤交往5年多，二人同為第25期藝員訓練班的學生，惟至2018年4月二人各在社交平台對外公布分手，並強調當中不涉及第三者。
2019年8月，張振朗接受電台訪問時承認與女演員楊偲泳交往，稱最愛為女友吹頭。

## 演出作品

### 電視劇
| 首播     | 劇名                   | 角色                              |
| 無綫電視 |                        |                                   |
| 2012年   | 愛·回家系列            | 多個配角                          |
| 2012年   | 衝呀！瘦薪兵團         | Oscar                             |
| 2012年   | 巴不得媽媽...          | 地產經紀                          |
| 2012年   | 雷霆掃毒               | 黑幫手下                          |
| 2012年   | 法網狙擊               | 蔡震烈（炸彈哥）                  |
| 2012年   | 名媛望族               | 新郎                              |
| 2012年   | 幸福摩天輪             | 小混混                            |
| 2013年   | 老表，你好嘢！         | 髮型師                            |
| 2013年   | 初五啟市錄             | 苦力                              |
| 2013年   | 戀愛季節               | 星世界職員                        |
| 2013年   | 心路GPS                | 陳敏聰（阿B、聰仔）               |
| 2013年   | 女警愛作戰             | 示威人士                          |
| 2013年   | 仁心解碼II             | 咖啡店客                          |
| 2013年   | 神探高倫布             | 精神病人                          |
| 2013年   | 神探高倫布             | 澳門司警                          |
| 2013年   | 好心作怪               | 周家智                            |
| 2013年   | 好心作怪               | 姚月山替身                        |
| 2013年   | 熟男有惑               | 風少                              |
| 2013年   | 師父·明白了            | 白鶴懿（壹次心）                  |
| 2013年   | 情逆三世緣             | 陳龍文                            |
| 2013年   | 神槍狙擊               | 少年李浩揚                        |
| 2013年   | 巨輪                   | 少年勇                            |
| 2013年   | 法外風雲               | Highlight 手下                    |
| 2014年   | 舌劍上的公堂           | 梁之                              |
| 2014年   | 食為奴                 | 愛新覺羅·胤禵（十四阿哥、恂郡王） |
| 2014年   | 單戀雙城               | Simon                             |
| 2014年   | 愛我請留言             | 何志鋒（George）                  |
| 2014年   | 廉政行動2014之「黑球」 | 胡偉成                            |
| 2014年   | 忠奸人                 | 傷殘人士                          |
| 2014年   | 我們的天空             | 張思甜                            |
| 2014年   | 使徒行者               | 雷彥火（阿火）                    |
| 2014年   | 大藥坊                 | 枸杞仔                            |
| 2014年   | 愛·回家 (第一輯)       | 宋禮勤（Ken）                     |
| 2014年   | 再戰明天               | 權                                |
| 2014年   | 醋娘子                 | 流氓甲                            |
| 2015年   | 水髮胭脂               | 高敏俊（Zero）                    |
| 2015年   | 陪著你走               | 金秀玄                            |
| 2015年   | 無雙譜                 | 張公子                            |
| 2015年   | 愛·回家 (第二輯)       | 倫立信（Anson）                   |
| 2017年   | 全職沒女               | 莊雋穎（Wayne、細莊生）           |
| 2017年   | 踩過界                 | 谷一夏（Gogo）                    |
| 2019年   | 包青天再起風雲         | 展昭                              |
| 2019年   | 牛下女高音             | 陸居男（Nam）                     |
| 2020年   | 機場特警               | 張景山（Hill、囂張）              |
| 2020年   | 反黑路人甲             | 高 彬 / 高 遠                     |
| 2020年   | 使徒行者3              | 龐浩洋（浩洋哥）                  |
| 2020年   | 踩過界II               | 谷一夏（Gogo、谷一春）            |
| 2020年   | 堅離地愛堅離地         | 丁信希（希神）                    |
| 2021年   | 拳王                   | 海正藍                            |
| 2022年   | 童時愛上你             | 丁宥迎（Jason）                   |
| 2023年   | 靈戲逼人               | 丁一駿（Ivan）                    |
| 2023年   | 靈戲逼人               | 曲行雲                            |
| 2024年   | 反黑英雄               | 徐國賢（賢仔、賢哥）              |
| 2025年   | 奔跑吧！勇敢的女人們   | 高 遠                             |
| 2025年   | 奪命提示               | 招俊朗（俊朗哥）                  |
| 2025年   | 刑偵12                 | 刑 凱                             |
| 未播映   | 模仿人生               | 賴志笙                            |
| 中國大陸 |                        |                                   |
| 未播映   | 奇蹟                   | 陳家文                            |

### 歌曲
| 年份         | 歌名         | 備註                                |
| 2020至2021年 | 《差一些》   | 電視劇《堅離地愛堅離地》主題曲      |
| 2023年       | 《似梦迷离》 | 電視劇《靈戲逼人》插曲 與潘静文合唱 |

### 網絡劇
| 首播            | 劇名                | 角色   |
| big big channel |                     |        |
| 2017年          | 降魔的番外篇 首部曲 | 推銷員 |

### 電影
| 首播   | 劇名         | 角色 |
| 2015年 | 吉星高照2015 | 智霖 |

### 主持及演出節目（無綫電視）
| 年份   | 節目               | 搭檔／備註                                                  |
| 2014年 | Sunday扮嘢王       | (参赛者之一）                                               |
| 2017年 | 瘋狂夏水禮2017     | （担任嘉宾）                                                |
| 2018年 | 美女廚房 (第三輯)  | 林盛斌、萧正楠                                              |
| 2019年 | 12個夏天           | 西班牙篇；与谢东闵、劉穎鏇共同主持（第1－3集）              |
| 2022年 | 獎門人系列         | （担任嘉宾）（第15,17集）                                   |
| 2023年 | 約埋班Friend去旅行 | 与周嘉洛、陳瀅、JW王灝兒、朱敏瀚、賴慰玲共同主持            |
| 2024年 | 獎門人系列         | （獎門人元宵感謝祭）（獎門人HUG HUG媽咪感謝祭）（担任嘉宾） |
| 2025年 | 男神厨房           | （担任嘉宾）                                                |

### 音樂錄像
| 年份   | 歌手   | 歌名       |
| 2010年 | 洪卓立 | 《你好嗎》 |
| 2012年 | 林欣彤 | 《樹籐》   |
| 2014年 | 吳若希 | 《想起你》 |

## 派台歌曲成績
| 派台歌曲成績（五台） | 派台歌曲成績（五台） | 派台歌曲成績（五台） | 派台歌曲成績（五台） | 派台歌曲成績（五台） | 派台歌曲成績（五台） | 派台歌曲成績（五台） | 派台歌曲成績（五台）                    |
| -------------------- | -------------------- | -------------------- | -------------------- | -------------------- | -------------------- | -------------------- | --------------------------------------- |
| 唱片                 | 歌曲                 | 903                  | RTHK                 | 997                  | TVB                  | ViuTV                | 備註                                    |
| 2023年               |                      |                      |                      |                      |                      |                      |                                         |
|                      | 似夢迷離             | ×                    | ×                    | ×                    | -                    | ×                    | 與潘靜文合唱 無綫電視劇《靈戲逼人》插曲 |

| 各台冠軍歌總數（五台） | 各台冠軍歌總數（五台） | 各台冠軍歌總數（五台） | 各台冠軍歌總數（五台） | 各台冠軍歌總數（五台） | 各台冠軍歌總數（五台） |
| ---------------------- | ---------------------- | ---------------------- | ---------------------- | ---------------------- | ---------------------- |
| 903                    | RTHK                   | 997                    | TVB                    | ViuTV                  | 備註                   |
| 0                      | 0                      | 0                      | 0                      | 0                      | 五台冠軍歌總數：0      |

- （*）上榜中
- （-）未能上榜
- （×）沒有派往該台

## 電台節目
| 年份       | 節目名稱          | 備注     |
| 雷霆881    |                   |          |
| 2017年     | 1圈圈             |          |
| 2019年     | 1圈圈             |          |
| 2021年     | 1圈圈             |          |
| 新城知訊台 |                   |          |
| 2020年     | Bilibala 開大喇叭 | 與朱敏瀚 |
| 2021年     | 開心大派對        | 與朱敏瀚 |
| 叱咤903    |                   |          |
| 2021年     | 口水多過浪花      |          |

## 曾獲獎項及提名
| 年份   | 頒獎典禮                         | 獎項                    | 作品                                                      | 角色           | 結果                     |
| ------ | -------------------------------- | ----------------------- | --------------------------------------------------------- | -------------- | ------------------------ |
| 2015年 | TVB 馬來西亞星光薈萃頒獎典禮2015 | 最喜愛TVB飛躍進步男藝員 | 《醋娘子》 《水髮胭脂》 《陪著你走》 《愛·回家2》         | 不適用         | 提名                     |
| 2015年 | 萬千星輝頒獎典禮2015             | 最佳男配角              | 《愛·回家2》                                              | 倫立信         | 提名                     |
| 2017年 | 星和無綫電視大獎2017             | 我最喜愛男配角          | 《踩過界》                                                | 谷一夏         | 獲獎                     |
| 2017年 | 星和無綫電視大獎2017             | 我最喜愛TVB電視男角色   | 《踩過界》                                                | 谷一夏         | 提名                     |
| 2017年 | TVB 馬來西亞星光薈萃頒獎典禮2017 | 最喜愛TVB飛躍進步男藝員 | 《全職沒女》 《踩過界》                                   | 不適用         | 提名                     |
| 2017年 | TVB 馬來西亞星光薈萃頒獎典禮2017 | 最喜愛TVB男配角         | 《踩過界》                                                | 谷一夏         | 提名                     |
| 2017年 | TVB 馬來西亞星光薈萃頒獎典禮2017 | 最喜愛TVB電視角色       | 《踩過界》                                                | 谷一夏         | 提名                     |
| 2017年 | TVB 馬來西亞星光薈萃頒獎典禮2017 | 最喜愛TVB螢幕情侶       | 《踩過界》                                                | 不適用         | 提名（與李佳芯）         |
| 2017年 | 2017年度YAHOO!搜尋人氣大獎       | 人氣急星                | 不適用                                                    | 不適用         | 獲獎                     |
| 2017年 | 萬千星輝頒獎典禮2017             | 飛躍進步男藝員          | 《全職沒女》 《踩過界》 《最緊要好玩》 《瘋狂夏水禮2017》 | 不適用         | 提名                     |
| 2017年 | 萬千星輝頒獎典禮2017             | 最佳男配角              | 《踩過界》                                                | 谷一夏         | 最後五強                 |
| 2017年 | 萬千星輝頒獎典禮2017             | 最受歡迎電視男角色      | 《踩過界》                                                | 谷一夏         | 提名                     |
| 2017年 | 萬千星輝頒獎典禮2017             | 最受歡迎電視拍擋        | 《踩過界》                                                | 不適用         | 提名（與王浩信）         |
| 2017年 | 觀眾在民間電視大獎2017           | 民選最佳男配角          | 《踩過界》                                                | 谷一夏         | 得票第四名               |
| 2018年 | 萬千星輝頒獎典禮2018             | 飛躍進步男藝員          | 《大玩特玩》 《美女廚房 三輯)》 《延禧南巡》              | 不適用         | 提名                     |
| 2018年 | 萬千星輝頒獎典禮2018             | 最佳節目主持            | 《美女廚房 三輯)》                                        | 不適用         | 提名                     |
| 2019年 | 萬千星輝頒獎典禮2019             | 飛躍進步男藝員          | 《包青天再起風雲》 《牛下女高音》 《12個夏天》            | 不適用         | 獲獎                     |
| 2019年 | 萬千星輝頒獎典禮2019             | 最佳男主角              | 《包青天再起風雲》                                        | 展昭           | 提名                     |
| 2020年 | 萬千星輝頒獎典禮2020             | 最佳男主角              | 《反黑路人甲》                                            | 高彬           | 提名                     |
| 2020年 | 萬千星輝頒獎典禮2020             | 最受歡迎電視男角色      | 《反黑路人甲》                                            | 高彬           | 獲獎                     |
| 2020年 | 萬千星輝頒獎典禮2020             | 馬來西亞最喜愛TVB男主角 | 《反黑路人甲》                                            | 高彬           | 最後五強                 |
| 2020年 | 萬千星輝頒獎典禮2020             | 最受歡迎電視拍檔        | 《反黑路人甲》                                            | 不適用         | 獲獎（與王浩信及朱敏瀚） |
| 2021年 | 萬千星輝頒獎典禮2021             | 最佳男主角              | 《堅離地愛堅離地》                                        | 丁信希         | 提名                     |
| 2021年 | 萬千星輝頒獎典禮2021             | 最佳男主角              | 《拳王》                                                  | 海正藍         | 最後五強                 |
| 2021年 | 萬千星輝頒獎典禮2021             | 最受歡迎電視男角色      | 《堅離地愛堅離地》                                        | 丁信希         | 提名                     |
| 2021年 | 萬千星輝頒獎典禮2021             | 最受歡迎電視男角色      | 《拳王》                                                  | 海正藍         | 提名                     |
| 2021年 | 萬千星輝頒獎典禮2021             | 馬來西亞最喜愛TVB男主角 | 《拳王》                                                  | 海正藍         | 最後五強                 |
| 2021年 | 萬千星輝頒獎典禮2021             | 最受歡迎電視歌曲        | 《差一些》                                                | 不適用         | 提名                     |
| 2021年 | 萬千星輝頒獎典禮2021             | 最受歡迎電視拍檔        | 《堅離地愛堅離地》                                        | 不適用         | 提名（與龔嘉欣）         |
| 2021年 | 萬千星輝頒獎典禮2021             | 最受歡迎電視拍檔        | 《拳王》                                                  | 不適用         | 提名（與蔡潔及朱敏瀚）   |
| 2021年 | 觀眾在民間電視大獎2021           | 民選最佳男主角          | 《拳王》                                                  | 海正藍         | 提名                     |
| 2022年 | 萬千星輝頒獎典禮2022             | 最佳男主角              | 《童時愛上你》                                            | 丁宥迎         | 提名                     |
| 2022年 | 萬千星輝頒獎典禮2022             | 最受歡迎電視男角色      | 《童時愛上你》                                            | 丁宥迎         | 最後十強                 |
| 2022年 | 萬千星輝頒獎典禮2022             | 馬來西亞最喜愛TVB男主角 | 《童時愛上你》                                            | 丁宥迎         | 最後十強                 |
| 2022年 | 萬千星輝頒獎典禮2022             | 最受歡迎電視拍檔        | 《童時愛上你》                                            | 不適用         | 提名（與高海寧）         |
| 2023年 | 萬千星輝頒獎典禮2023             | 最佳男主角              | 《靈戲逼人》                                              | 丁一駿／曲行雲 | 最後十強                 |
| 2023年 | 萬千星輝頒獎典禮2023             | 大灣區最喜愛TVB男主角   | 《靈戲逼人》                                              | 丁一駿／曲行雲 | 最後五強                 |
| 2023年 | 萬千星輝頒獎典禮2023             | 馬來西亞最喜愛TVB男主角 | 《靈戲逼人》                                              | 丁一駿／曲行雲 | 提名                     |
| 2023年 | 萬千星輝頒獎典禮2023             | 最受歡迎電視歌曲        | 《似夢迷離》                                              | 不適用         | 最後五強（與潘靜文）     |
| 2024年 | 萬千星輝頒獎典禮2024             | 最佳男主角              | 《反黑英雄》                                              | 徐國賢         | 獲獎                     |
| 2024年 | 萬千星輝頒獎典禮2024             | 大灣區最喜愛TVB男主角   | 《反黑英雄》                                              | 徐國賢         | 提名                     |
| 2024年 | 萬千星輝頒獎典禮2024             | 馬來西亞最喜愛TVB男主角 | 《反黑英雄》                                              | 徐國賢         | 獲獎                     |

## 外部連結
- 張振朗的新浪微博
- 張振朗的Facebook專頁
- 張振朗的Instagram帳戶
- 張振朗fans club的Instagram帳戶